# تونی فولر
تونی فولر (انگلیسی: Tony Fuller؛ زادهٔ ۴ سپتامبر ۱۹۵۸) بازیکن بسکتبال اهل ایالات متحده آمریکا است.
از باشگاه‌هایی که در آن بازی کرده‌است می‌توان به دیترویت پیستونز اشاره کرد.